# Reebok
Рибок (енгл. Reebok) је глобални произвођач спортске одеће и обуће. Рибок производи и дистрибуира артикле за физичку кондицију и спорт, укључујући патике, тренерке и другу спортску опрему као и справе за вежбање. Званични је спонзор ултимејт фајтиг шампионата (UFC), кросфита (CrossFit), спартан рејса и Les Mills International, компанија која се бави групним фитнесом.
Компанију је основао 1895. године Џозеф Фостер у граду Болтону у грофовији Ланкашир у Енглеској под називом J.W. Foster and Sons. Унуци Џозефа Фостера су 1958. године преименовали назив фирме у Рибок, по врсти афричке антилопе, на африканерском језику grey rhebok. Од 2005. је у власништву немачког произвођача спортске опреме Адидаса, који га је купио за 3,8 милијарди долара. Глобално седиште се налази у граду Катону у америчкој савезној држави Масачусетс, а регионалне канцеларије у Амстердаму, Монтреалу, Хонгконгу и Мексико Ситију.